# 2063 Бахус
2063 Бахус (енгл. 2063 Bacchus) је Аполо астероид са средњом удаљеношћу од Сунца која износи 1,078 астрономских јединица (АЈ).
Апсолутна магнитуда астероида је 17,1.